# Farmacosiderita
La farmacosiderita es un mineral de la clase de los minerales fosfatos, y dentro de esta pertenece al llamado “grupo de la farmacosiderita”. Fue descubierta en 1813 en una mina de cerca de Camborne, en el condado de Cornualles (Reino Unido), siendo nombrada así del griego φάρμăκου —veneno— por su contenido en arsénico y σίδηρος —hierro— por tener este metal. Un sinónimo poco usado es el de arseniatozeolita.

## Características químicas
Es un arseniato hidroxilado e hidratado de potasio y hierro. El grupo de la farmacosiderita al que pertenece son todos arseniatos hidroxilados e hidratados de un par de metales.
Además de los elementos de su fórmula, suele llevar como impureza común fósforo.
Los cristales sumergidos en amoniaco se vuelven de color rojo, volviendo al color verde cuando se resumerge en ácido clorhídrico.

## Formación y yacimientos
Aparece como mineral secundario, formado en la zona de oxidación de los yacimientos de sulfuros con hierro y arsénico, de origen hidrotermal. Se altera fácilmente a limonita.
Suele encontrarse asociado a otros minerales como: simplesita, escorodita, pitticita, limonita, jarosita, eritrina, carminita, beudantita o arseniosiderita.